# قرار مجلس الأمن التابع للأمم المتحدة رقم 1373
قرار مجلس الأمن التابع للأمم المتحدة رقم 1373، الذي تم تبنيه بالإجماع في 28 سبتمبر 2001، هو إجراء لمكافحة الإرهاب تم تمريره في أعقاب هجمات 11 سبتمبر على الولايات المتحدة. تم تبني القرار بموجب الفصل السابع من ميثاق الأمم المتحدة، وبالتالي فهو ملزم لجميع الدول الأعضاء في الأمم المتحدة.
يمثل الاجتماع الذي استمر خمس دقائق نموذجًا لأسلوب عمل مجلس الأمن،  حيث يكون الاجتماع بمثابة إعلان علني عن قرار تم التوصل إليه بالفعل سراً في «المشاورات غير الرسمية». على الرغم من أن الولايات المتحدة لها الفضل على نطاق واسع في اتخاذ القرار 1373، بمجرد اعتماده بالإجماع، أصبح القرار عملاً مشتركًا لمجلس الأمن، وبالتالي فإن جميع أعضائه في ذلك الوقت كانوا يملكون حقه.

## أهداف القرار
يهدف القرار إلى عرقلة الجماعات الإرهابية بشتى الطرق. وأشار إلى أحكام من القرارات 1189 (1998) و1269 (1999) و1368 (2001) بشأن الإرهاب. تم تشجيع الدول الأعضاء في الأمم المتحدة على تبادل المعلومات الاستخبارية حول الجماعات الإرهابية من أجل المساعدة في مكافحة الإرهاب الدولي. كما يدعو القرار جميع الدول إلى تعديل قوانينها الوطنية حتى تتمكن من التصديق على جميع الاتفاقيات الدولية القائمة بشأن الإرهاب. وذكر أن جميع الدول «ينبغي أن تضمن أيضا اعتبار الأعمال الإرهابية جرائم جنائية خطيرة في القوانين واللوائح المحلية، وأن تنعكس خطورة هذه الأعمال على النحو الواجب في الأحكام الصادرة».
أنشأ القرار لجنة مكافحة الإرهاب التابعة لمجلس الأمن لمراقبة التزام الدول بأحكامه.
وكان يهدف أيضا إلى تقييد قانون الهجرة، مشيرا إلى أنه «قبل منح صفة اللاجئ، ينبغي لجميع الدول أن تتخذ التدابير المناسبة للتأكد من أن طالبي اللجوء لم يخططوا لأعمال إرهابية أو يسهلوها أو يشاركوا فيها. علاوة على ذلك، ينبغي للدول أن تضمن عدم إساءة استخدام وضع اللاجئ من قبل مرتكبي الأعمال الإرهابية أو منظميها أو الميسرين لها، وعدم الاعتراف بادعاءات الدوافع السياسية كأسباب لرفض طلبات تسليم الإرهابيين المزعومين» 
ومع ذلك، فشل القرار في تعريف «الإرهاب»، وقامت مجموعة العمل في البداية فقط بإضافة تنظيم القاعدة ونظام طالبان في أفغانستان إلى قائمة العقوبات. وقد استتبع ذلك أيضًا إمكانية أن الأنظمة الاستبدادية يمكن أن تصف الأنشطة غير العنيفة بأنها أعمال إرهابية، وبالتالي انتهاك حقوق الإنسان الأساسية.

## القرار 1456 (2003)
عولج عدم وجود أي إشارة محددة إلى اعتبارات حقوق الإنسان جزئياً من خلال القرار 1456 (2003) الذي نص على أنه «يجب على الدول أن تضمن أن أي تدبير تتخذه لمكافحة الإرهاب يتوافق مع جميع التزاماتها بموجب القانون الدولي، وينبغي أن تعتمد هذه التدابير وفقاً مع القانون الدولي، ولا سيما القانون الدولي لحقوق الإنسان واللاجئين والقانون الإنساني».

## القرار 1566
حدد قرار مجلس الأمن رقم 1566 الإرهاب المذكور في القرار 1373 من خلال توضيح ما يعتبره مجلس الأمن إرهابًا:
على الرغم من أن هذا التعريف له تأثير عملي لأغراض إجراءات مجلس الأمن، إلا أنه لا يمثل تعريفًا لـ«الإرهاب» يُلزم جميع الدول في القانون الدولي. وهذه مهمة لا يمكن تحقيقها إلا عن طريق الموافقة على معاهدة دولية تحت رعاية الجمعية العامة للأمم المتحدة. والمفاوضات جارية من أجل الموافقة على ذلك، وهناك اتفاقية شاملة موجودة في شكل مسودة، لكن الاتفاق على شروطها الدقيقة، وعلى الأخص تعريف «الإرهاب»، يظل بعيد المنال.
كما دعا القرار 1566 إلى تشكيل مجموعة عمل لتوسيع قائمة الكيانات الإرهابية الخاضعة للعقوبات بما يتجاوز طالبان والقاعدة.

## التنفيذ الوطني
امتثلت معظم الدول للقرار، برغبة متباينة (كانت المكسيك وفنزويلا مترددين تمامًا، لا سيما فيما يتعلق بتجميد أصول الأشخاص أو الجماعات الذين ليس لديهم دليل على تورطهم في الإرهاب)، لكن القليل منهم فقط فعل ذلك بالإشارة صراحةً لقرار الامم المتحدة.
نفذت روسيا القرار باستعداد كبير، قام الرئيس الروسي فلاديمير بوتين بترجمة القرار إلى اللغة الروسية وسنّه كقانون محلي بحلول 10 كانون الثاني / يناير 2002 في مرسوم رئيس الاتحاد الروسي رقم 6 بشأن التدابير الرامية إلى تنفيذ قرار الأمن التابع للأمم المتحدة 1373.
في الأول من أبريل 2014، وقعت حكومة سريلانكا على أمر يقضي بتسمية 16 منظمة تعمل على الأراضي الأجنبية كجبهات إرهابية وتجميد جميع الأصول والموارد الاقتصادية لتلك المنظمات، باستخدام هذا القرار.

## تقرير لجنة مكافحة الإرهاب لعام 2008
تضمنت توصيات تقرير لجنة مكافحة الإرهاب لعام 2008  زيادة التدابير المتعلقة بالهجرة غير الشرعية (التي تعتبر، بدون أدلة، خطرا جسيما على الأمن) وكذلك:
- «تعزيز التنسيق بين الوكالات وتبادل المعلومات المتعلقة بمكافحة الإرهاب على المستويات الوطنية والإقليمية والدولية»؛
- «تشجيع الدول على إنشاء وحدات مكرسة ودائمة لمكافحة الإرهاب، بمساعدة خبراء معارين من مختلف المؤسسات المتخصصة، في مجالات مثل القانون الجنائي ومكافحة تمويل الإرهاب ومراقبة الحدود»؛
- «تشجيع المزيد من التعاون مع الإنتربول وزيادة استخدام موارده وقواعد بياناته، مثل النشرات الحمراء وقوائم المراقبة» (أنشأ الإنتربول في عام 2002 قائمة الإنتربول لمراقبة الإرهاب).

## نقد
جادل ستيفان تالمون، أستاذ القانون العام بجامعة أكسفورد، بأن هذا القرار هو مثال على تحول مجلس الأمن التابع للأمم المتحدة إلى تشريع القانون في أعقاب هجمات 11 سبتمبر الإرهابية عندما يكون دوره هو تطبيق القانون الدولي وتفسيره.

## روابط خارجية
- نص القرار في undocs.org
- لجنة مكافحة الإرهاب التابعة للأمم المتحدة
- بيان صحفي للأمم المتحدة حول القرار المعتمد
- إخطار صحفي للجمعية العامة بشأن مشروع الاتفاقية الشاملة